# Donald King
Donald Ward King, también conocido como Don W. King (18 de julio de 1932-17 de noviembre de 2019), fue un estadístico estadounidense pionero en la utilización de métodos cuantitativos en el estudio e investigación de la Información y comunicación científica.

## Biografía
Nació en Cheyenne, estado de Wyoming (EE UU). Su padre comenzó a trabajar como estadístico en el National Agricultural Statistics Service (NASS), por lo que la familia se muda al estado de Iowa, en donde contrae la enfermedad de la polio.
Ingresó en la Universidad de Wyoming a estudiar la carrera de Estadística, que tuvo que abandonar cuando se alistó a los marines durante la Segunda Guerra Mundial y tardó varios años en retomar sus estudios, terminando en 1960, año en que comienza a trabajar como consultor estadístico en la General Analysis Corporation. Un año después, en 1961, es cofundador de la consultora estadística Westat, Inc. en la que ocupa diferentes cargos, incluido el de presidente, hasta 1973. Posteriormente, trabajó para diferentes compañías, llegando a ocupar el cargo de presidente en la Home Testing Institute y en la King Research Inc., compañía que fundó en solitario en 1976.
Se retira del mundo de la consultoría en 1997 para dedicarse a su faceta académica que compaginó durante muchos años. Desde 1990 fue adjunto de la facultad de Ciencias de la Información de la Universidad de Tennessee impartiendo docencia en economía de la información, políticas de información y comunicación académica. En 2001 es designado profesor-investigador en la facultad de Ciencias de la Información de la Universidad de Pittsburgh.
En 2015 se traslada a Madison (Dakota del Sur cuando su esposa José-Marie Griffiths es nombrada presidenta de la Universidad de Dakota del Sur, localidad en la que fallecería en 2019.

## Obra académica
Desde su consultora, Don King ha introducido o diseñado métodos cuantitativos para evaluar la recuperación de información en diversos sistemas de información, incluidas las bibliotecas públicas, desarrollando una auténtica estadística bibliotecaria. Para el Centro Nacional de Estadísticas Educativas realizó numerosos estudios para analizar el intercambio de recursos que realizan las redes bibliotecarias a nivel federal. A petición de la Fundación Nacional de la Ciencia escribió los libros The evaluation of information services and products y Statistical Indicators of Scientific and Technical Communication.
Junto a Carol Tenopir investigó los costes y beneficios de la comunicación científica, tanto en revistas impresas como electrónicas, así como el impacto económico del acceso abierto.
Junto a su esposa José-Marie Griffiths, realizó un evaluación de diversos centros de documentación estadounidenses (ingeniería, censales, datos energéticos) que dieron como colofón la publicación de la obra Special Libraries: Increasing the Information Edge.

## Publicaciones y premios
Donald King ha publicado 15 monografía y numerosos artículos académicos.
En 1981, por su obra The Information Profession: Survey of an Emerging Field, escrita junto a Anthony Debons, Una Mansfield y Donald Shirey recibió el premio al mejor libro en Ciencia de la Información por la Association for Information Science and Technology.
En 1987 recibió el Premio ASIST al Mérito Académico.